# Planegg
Planegg è un comune tedesco di 10 526 abitanti, situato nel Circondario di Monaco di Baviera nel land della Baviera.

## Geografia fisica
Il territorio comunale, che si compone dell'agglomerato suburbano di Planegg, del paese di Martinsried, di Steinkirchen - un tempo un semplice agglomerato di casolari - e del monastero di Maria Eich, è attraversato dal fiume Würm.

## Storia
La più antica menzione di Planegg, che invero rappresenta il più recente toponimo dell'intera vallata del Würm, si ritrova in un atto di vendita del 1409 a favore del duca Guglielmo III di Baviera. Il 1 ottobre 1425 Planegg e le relative comunità di Großhadern, Martinsried, Forstenried, Fürstenried, Neuried e Gräfelfing vennero donate dallo stesso duca bavarese a Konrad von Egenhofen, suo figlio illegittimo.
Ben più antiche sono le località di Martinsried (XII secolo) e Steinkirchen (XIII secolo), rispettivamente citate in atti dei monasteri di Dietramszell e Benediktbeuern. In questo contesto, occorre ricordare come Martinsried fosse soggetto non solo all'autorità di Planegg, ma anche ai monaci di Dietramszell, ai quali era destinata la decima di tutti i proventi.
Nel 1442 Planegg vide un allargamento dei propri confini territoriali tramite l'incorporazione di Lochham. Nel 1720 fu la volta dell'annessione di Fronloh, mentre quattro anni più tardi si registrò l'aggregazione di Krailling.
Nel corso dei secoli la maggior parte delle suddette località fu tuttavia scorporata dal territorio di Planegg: se Locham fa ora parte di Gräfelfing, comunità autonoma così come lo sono Krailling e Neuried, Fronloh è oggi inserita in Gauting, mentre Forstenried e Fürstenried costituiscono parte del territorio comunale di Monaco di Baviera.
Nella prima metà del XVIII secolo il barone Von Ruffin, signore locale, fece erigere la cappella di Maria Eich in ringraziamento alla guarigione di una lavoratrice a giornata.
L'Ottocento vide un significativo sviluppo di Planegg, che divenne non solo un rinomato luogo di pellegrinaggio, ma anche una località di riposo e svago per gli abitanti della vicina città di Monaco. La crescita fu in particolare favorita dalla costruzione della ferrovia Pasing-Starnberg, avvenuta nel 1854.
Con l'abolizione del sistema della giurisdizione patrimoniale introdotta da una legge datata 4 giugno 1848, la comunità di Planegg poté per la prima volta amministrarsi autonomamente.
Verso la fine del XIX si registrò una grande crescita demografica, con un numero di abitanti più che raddoppiato nel giro di un lustro, a tal punto che nel 1900 si dovette costruire una nuova sede comunale per i ben 1 339 abitanti a quel tempo residenti a Planegg. Tale sede fu utilizzata fino al 1995.
Dopo che per secoli la cura pastorale degli abitanti di Planegg fosse affidata alla chiesa parrocchiale della località di Martinsried, nel 1920 si procedette alla costruzione di una nuova parrocchiale, dedicata a Santa Elisabetta.
Tra il 1970 e il 1972 a Martinsried venne costruito il Max-Planck Institut per la biochimica e la neurobiologia. Nella stessa località venne successivamente aperta una sede distaccata della Ludwig-Maximilians-Universität.

## Monumenti e luoghi d'interesse

### Architetture religiose

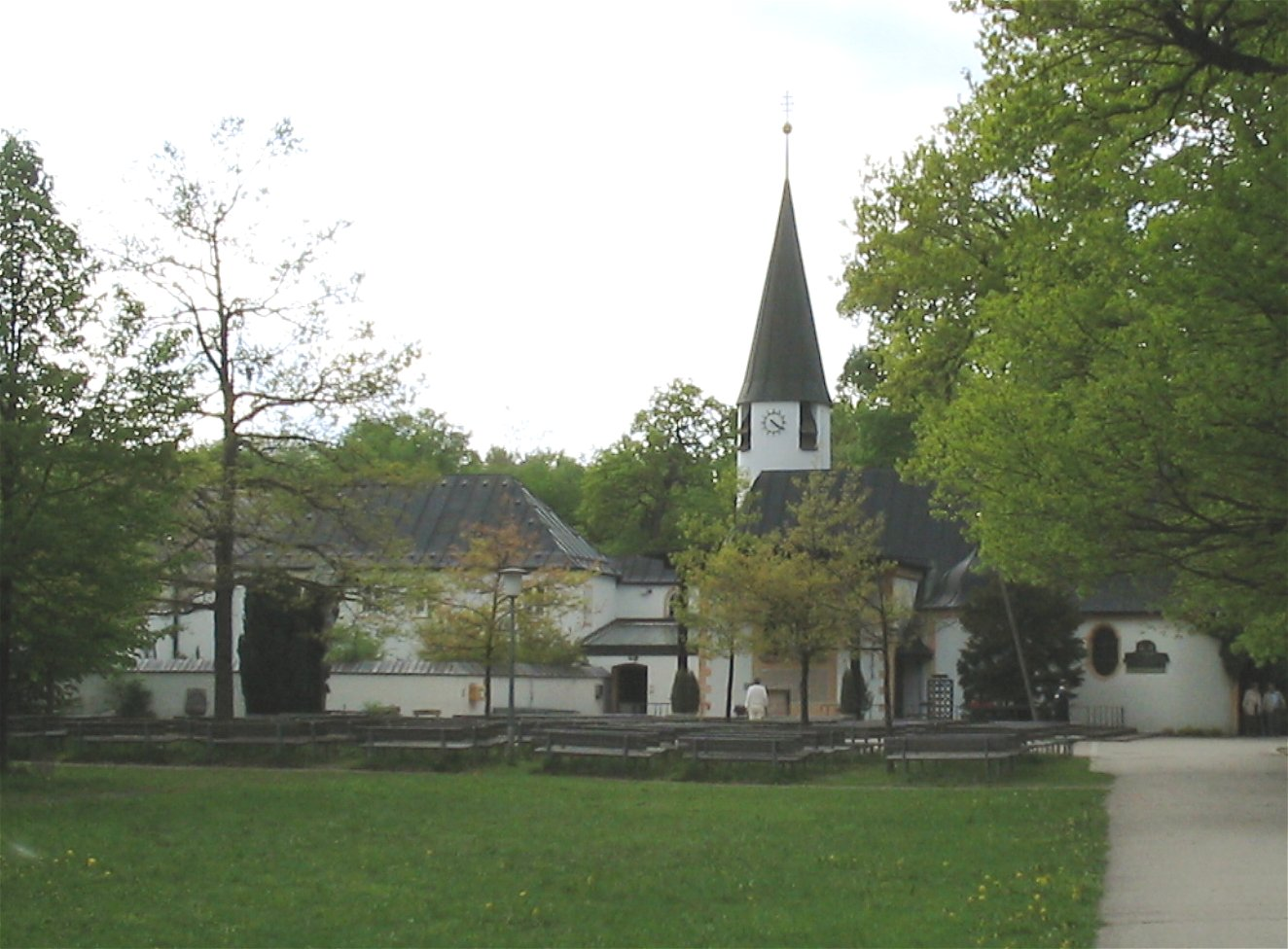
Maria Eich

#### Maria Eich
Maria Eich è un santuario e monastero agostiniano situato all'interno di una zona boschiva poco fuori dall'abitato di Planegg. Il complesso fu costruito attorno a una quercia dentro la quale si trovava un dipinto, ritenuto miracoloso, raffigurante la Madonna di Loreto.

#### Chiesa di Santa Elisabetta

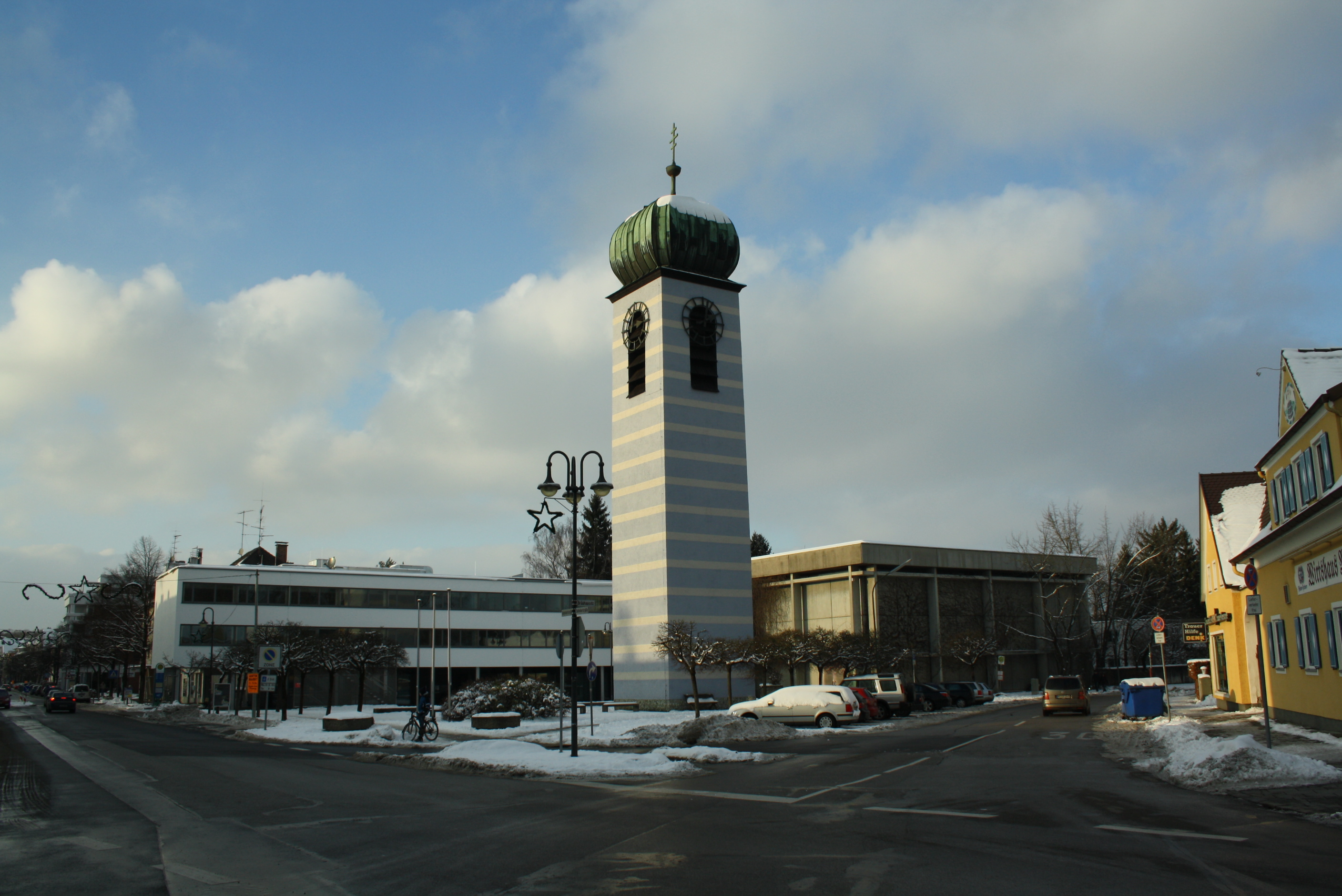
Chiesa di Santa Elisabetta

Dedicata a Santa Elisabetta di Turingia, la chiesa fu edificata tra il 1967 e il 1972 in sostituzione di una precedente costruzione che, negli anni 1920-1921, era stata provvisoriamente costruita come parrocchiale cattolica di Planegg collocando un vecchio altar maggiore del duomo di Ratisbona all'interno di una navata ricavata dalla struttura lignea di un capannone che, a Eurasburg, aveva in passato ospitato un maneggio. Accanto alla chiesa si trova un campanile a cipolla, eretto nel 1933 in sostituzione di una torretta campanaria che era stata collocata sul tetto della navata. Per via del suo aspetto, caratterizzato dalla presenza di striature orizzontali azzurre su sfondo grigio realizzate negli anni Settanta, il campanile è conosciuto dagli abitanti di Planegg con il soprannome di "calzino a righe" (in tedesco: Ringelsocken).

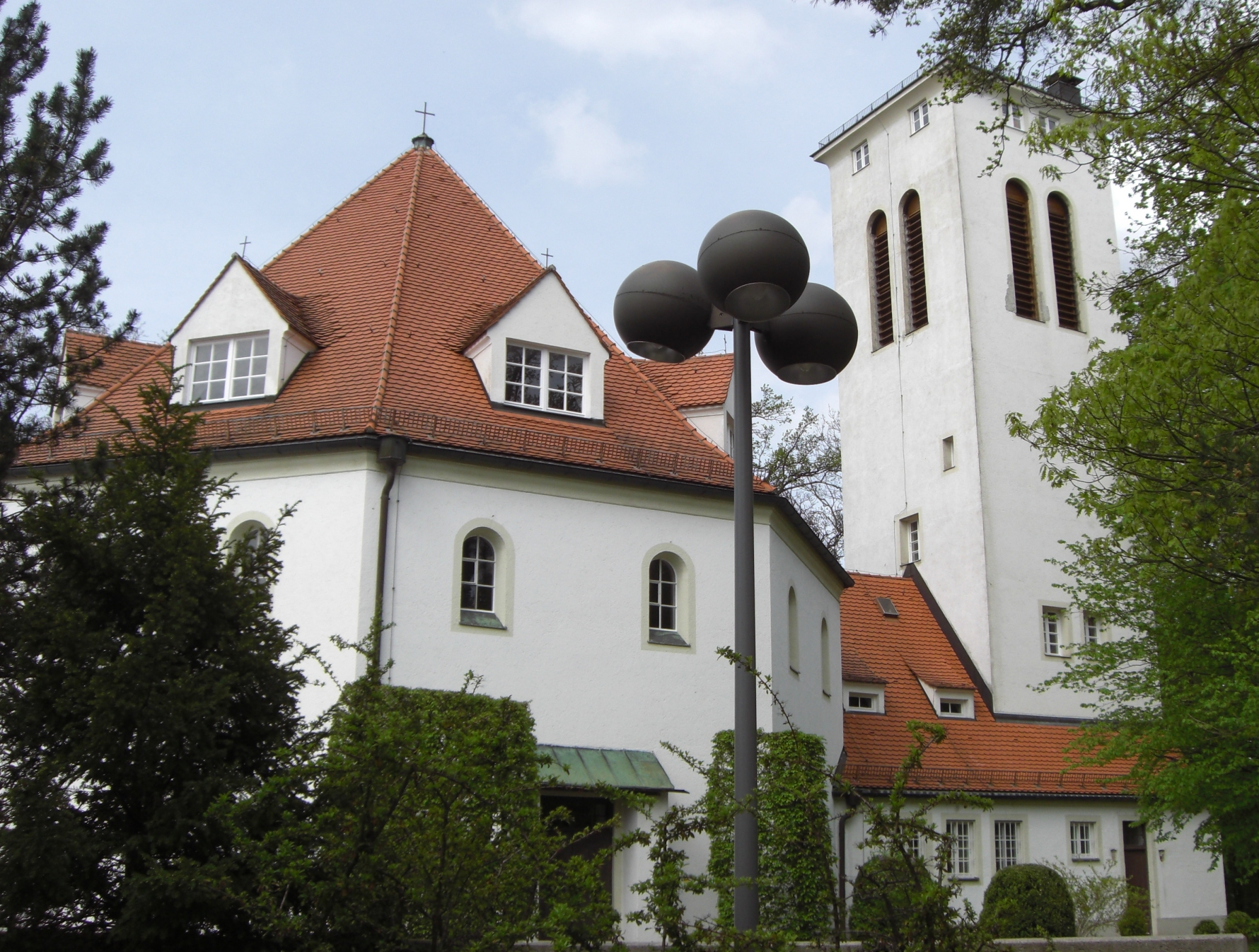
Waldkirche

#### Waldkirche
La Waldkirche fu costruita negli a nni 1925-1926 come chiesa evangelico-luterana di Planegg, su progetto di Theodor Fischer. Internamente, la chiesa si presenta come una sorta di anfiteatro ottagonale, con le file dei posti a sedere che, a mo' di gradinate, si sviluppano verso l'alto a partire dal livello dell'altare. Sul lato del pulpito, un crocefisso è incorniciato dai quattro evangelisti, opera di Ernst Penzoldt.

#### Chiesa di San Martino

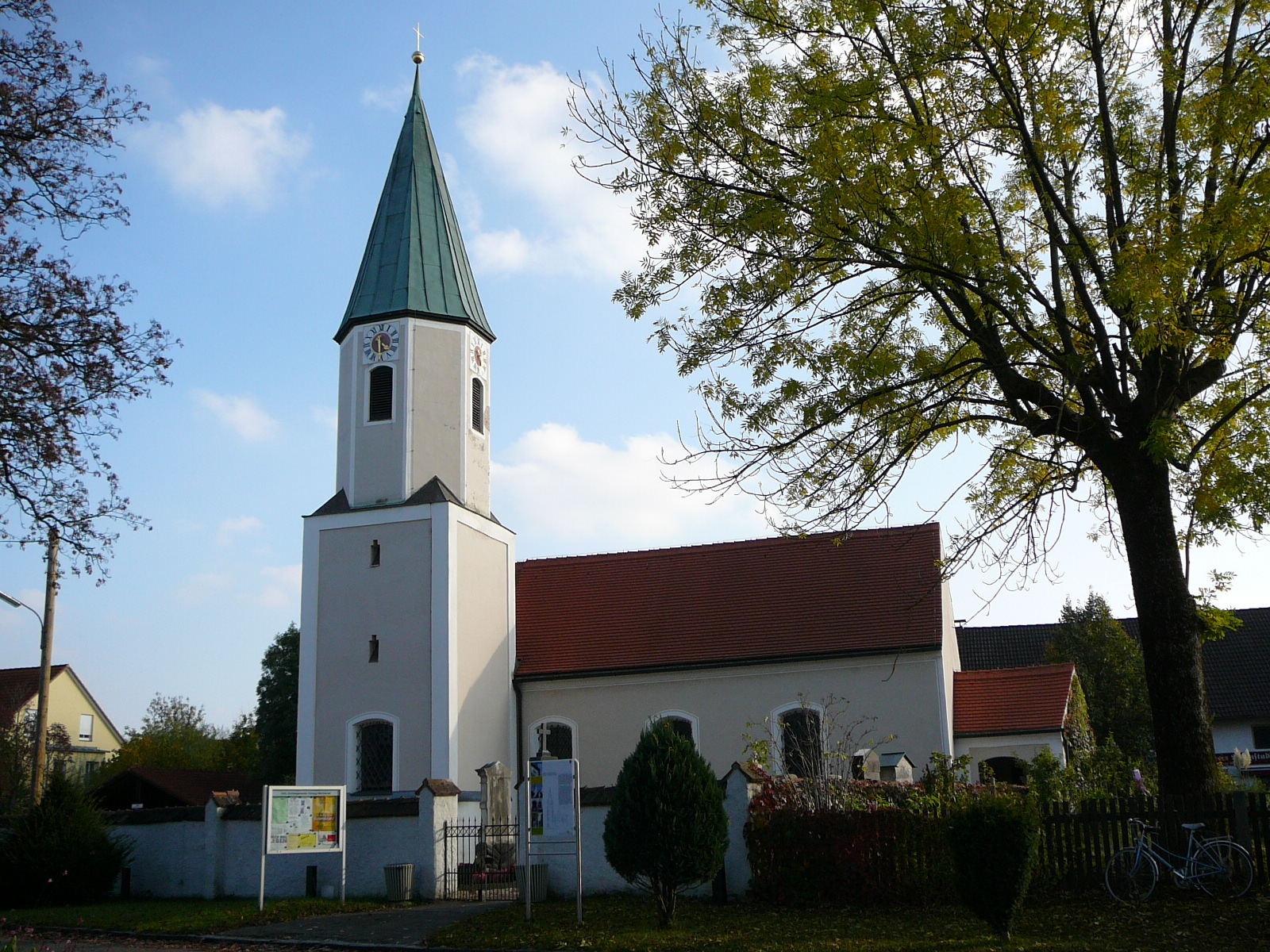
Chiesa di San Martino

Situata nella frazione di Martinsried, la chiesa fu costruita tra il 1697 e il 1708 in sostituzione della precedente cappella di St. Martin in Riedt, già attestata nel 1180. Negli anni '40 dell'Ottocento la chiesa e il relativo campanile furono oggetto d'importanti restauri. Elevata al rango di parrocchiale nel 1775, a partire dal 1824 la chiesa di San Martino ebbe giurisdizione anche sulle comunità di Planegg e Steinkirchen per quasi un secolo, quando la chiesa di San Martino diventò una filiale della nuova parrocchia di Planegg.

### Architetture civili
- Castello di Planegg

### Altro

#### Monumento allaTodesmarsch
Dal 1989 una scultura in bronzo realizzata da Hubertus von Pilgrim ricorda il passaggio della marcia della morte partita dal campo di concentramento di Dachau dell'aprile 1945. Sculture identiche si trovano sul resto del percorso della marcia a Fürstenfeldbruck, Karlsfeld, Allach, Pasing, Gräfelfing, Gauting, Krailling, Grünwald, Aufkirchen e Wolfratshausen. Nel 1992 una copia dell'opera fu donata al memoriale di Yad Vashem di Gerusalemme dalla comunità di Gauting.

## Economia
Dal 1981 nel comune vi è la sede della casa editrice Spotlight Verlag GmbH.

## Amministrazione

### Gemellaggi
- Meylan, dal 1987[6]
- Bärenstein (Erzgebirgskreis), dal 1992[6]
- Chiusa, dal 2006[6]
- Didcot, dal 2012[7]